# Notograptus
Notograptus is een geslacht van straalvinnige vissen uit de familie van Notograptidae (Notograptiden).

## Soorten
- Notograptus gregoryi Whitley, 1941
- Notograptus guttatus Günther, 1867